# Carl Frederik Aagaard

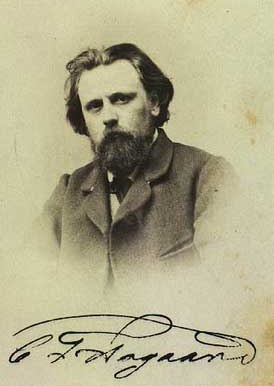
Carl Frederik Aagaard
(dată necunoscută)

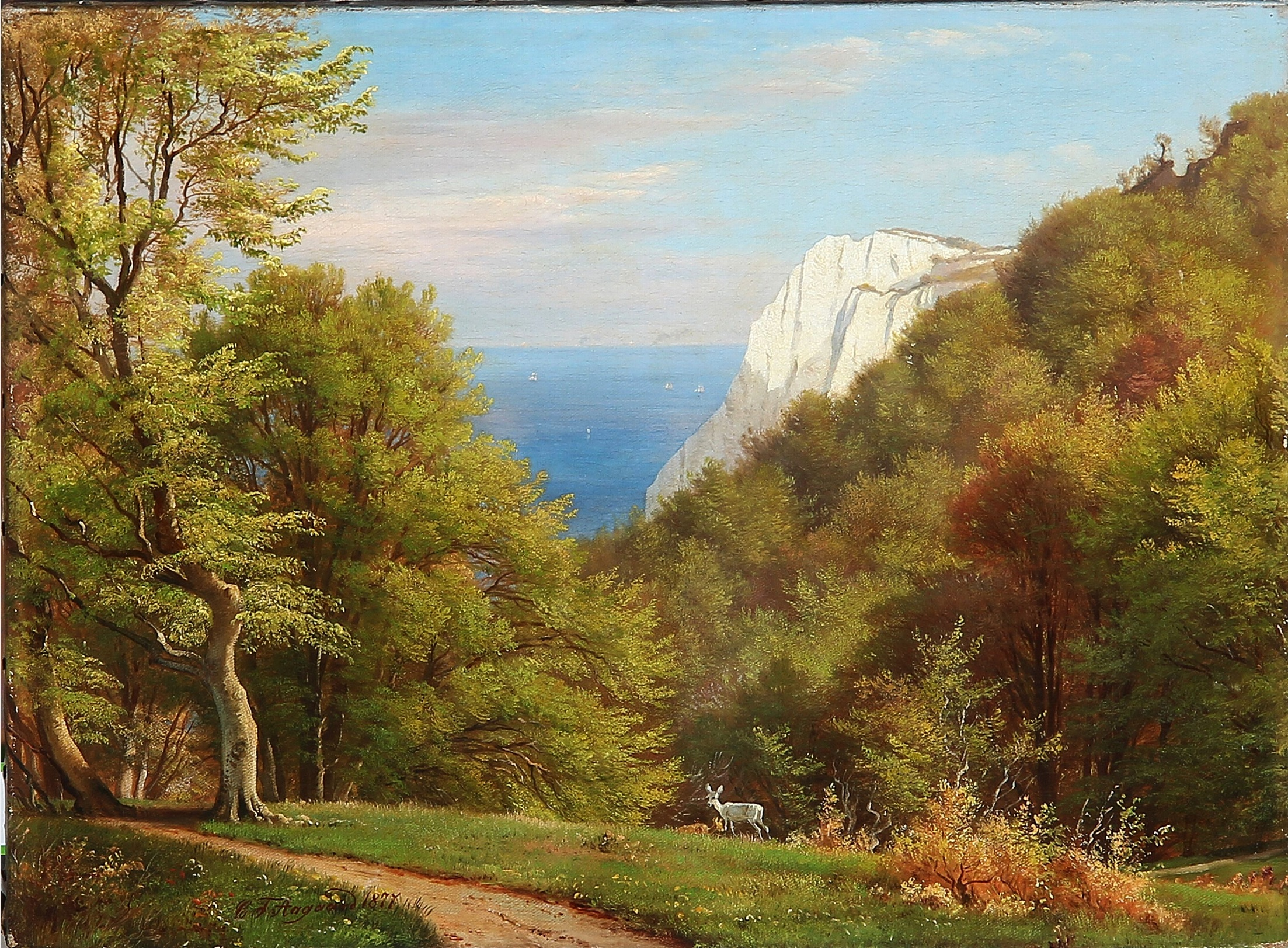
Zi de vară la Møns Klint.

Carl Frederik Peder Aagaard (n. 29 ianuarie 1833, Odense, Danemarca – d. 2 noiembrie 1895, Copenhaga, Danemarca) a fost un pictor peisagist danez și artist decorativ. Multe dintre picturile lui s-au concentrat asupra locurilor frecventate de turiști.

## Biografie
A fost fiul unui pantofar. A luat primele lecții de pictură la Odense, dar, pentru a-și îmbunătăți abilitățile, s-a mutat la Copenhaga în 1852 și s-a alăturat fratelui său Johan, care era xilogravor. A studiat desenul pe lemn și gravura, împreună cu lecțiile de pictură decorativă de la Georg Hilker. De asemenea, a urmat câteva cursuri la Academia Regală de Arte Frumoase din Danemarca. Curând, a decis să se concentreze pe pictura peisajului și a studiat cu P.C. Skovgaard.
Împreună cu Hilker, a decorat holul de intrare al Universității Regale de Medicină Veterinară și Agricultură, care fusese recent restaurată. Împreună cu Heinrich Hansen, a pictat marginile decorative pentru lucrările lui Wilhelm Marstrand în capela de la Catedrala Roskilde. De unul singur, a lucrat la Frijsenborg, Teatrul Dagmar și la National Scala.
Ca pictor peisagist, a avut prima expoziție în 1857 și a primit premiul Neuhausenske. În 1865, a devenit primul pictor care a primit Premiul Sødringske Opmuntrings pentru pictorii peisagiști, lucrarea sa reprezentând o dimineață de toamnă la Jægersborg Dyrehave, lucrare achiziționată de Galeria Națională a Danemarcei.În anii 1870 a făcut două excursii în Italia pentru a schița peisaje. 
În 1858, s-a căsătorit cu Anna Pio (1836-1929); fiica violonistului, Pierre Theodore Pio (1810-1836), născută după moartea acestuia. În 1874 a fost ales membru al Academiei Regale. Cinci ani mai târziu, a fost numit Cavaler al Ordinului Dannebrogului și, în 1892, a devenit profesor.
Casa lui a fost proiectată de arhitectul Vilhelm Dahlerup, folosind pietre din originalul Teatru Danez Regal, care fusese recent demolat pentru a face loc unuia nou. Casa a fost declarată monument cultural în 1977.